# 80S

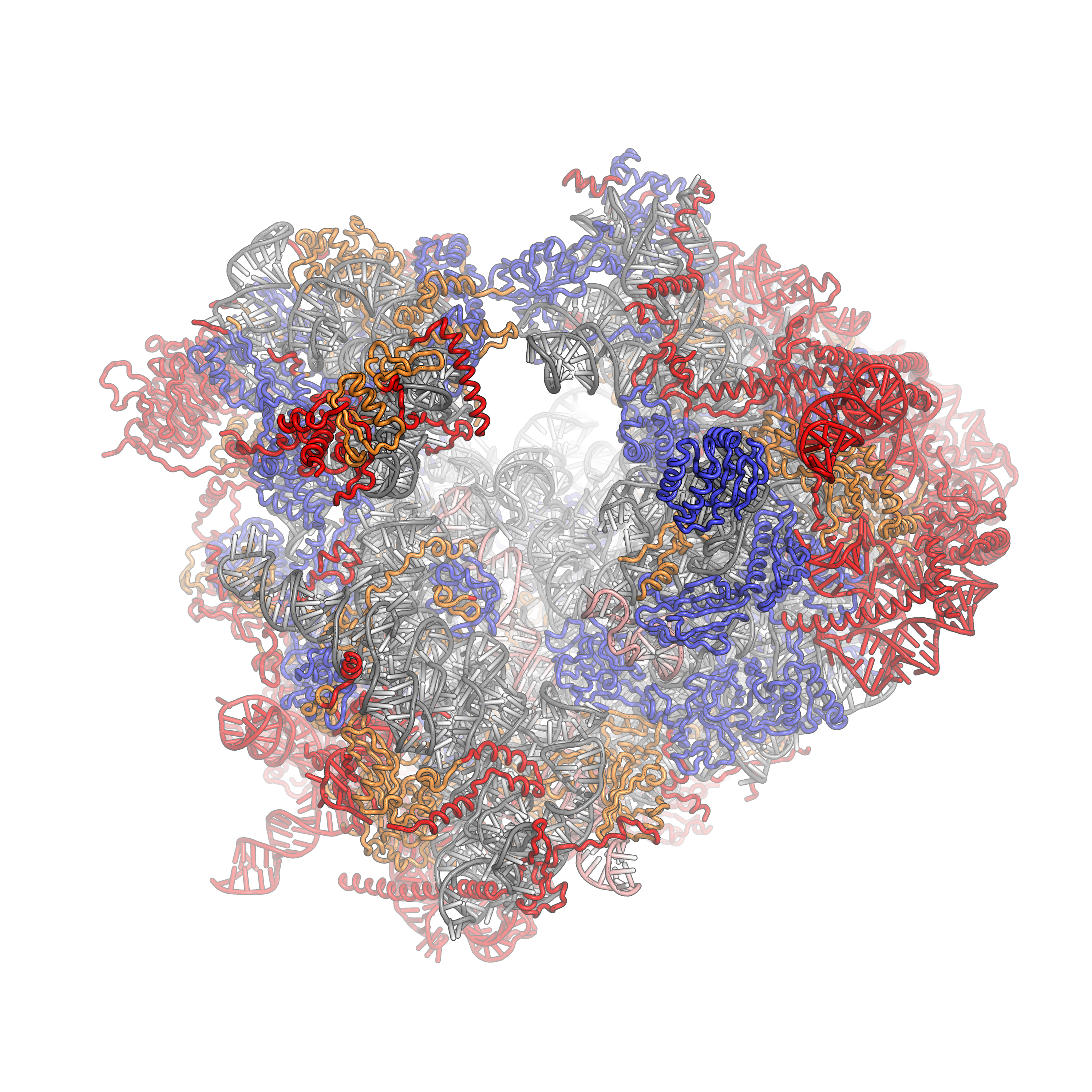
Tetrahymena thermophila, model de 80S.

Els 80S són ribosomes presents en els eucariotes. La seva subunitat petita és 40S i la gran és 60S. Els ribosomes presents en els eucariotes difereixen de moltes maneres dels que es donen en els procariotes, com ara el fet que són més grans, contenen més proteïnes i més grans, i tenen quatre molècules d'ARN en lloc de tres.